# Porte-de-Seine
Porte-de-Seine é uma comuna francesa na região administrativa da Normandia, no departamento de Eure. Estende-se por uma área de 12.56 km². Em 2010 a comuna tinha 214 habitantes (densidade: 17 hab./km²).
Foi criada em 1 de janeiro de 2018, após a fusão das antigas comunas de Porte-Joie (sede) e Tournedos-sur-Seine.